# Połomia Żarecka
Połomia Żarecka – część miasta Żarki, w południowo-zachodniej części miasta, przy granicy z Myszkowem (dzielnicami Połomia-Myszków i Nowa Wieś Żarecka). Rozpościera się w rejonie ulic Młyńskiej. Dworskiej i Jagodowej.
Gromada Połomia Żarecka powstała 1 lipca 1948 w związku ze zniesieniem gromady Połomia i podziałem jej obszaru na dwie nowe gromady – Połomia Żarecka i Połomia Myszkowska w obrębie gminy Żarki w powiecie zawierciańskim w województwie śląskim. W skład Połomii Myszkowskiej weszły: część wsi Połomia, folwark Połomia (Kubalki), osada młyńska Tenderowizna oraz osada dworska Nr 1/2 Michała Mellera i Eugenii Seweryn.
W związku z reformą administracyjną kraju jesienią 1954 zniesiono gminę Żarki, a Połomia Żarecka weszła w skład nowej gromady Nowa Wieś Żarecka.
Brak informacji o dacie włączenia Połomii Żareckiej do Żarek, lecz nastąpiło to przed 1971 rokiem, ponieważ według spisu gromad z 1971 roku gromada Nowa Wieś Żarecka składa się już tylko z dwóch miejscowości – Nowa Wieś Żarecka i Dzierżno.